# ポルノの黄金時代
ポルノの黄金時代（ポルノのおうごんじだい、Golden Age of Porn）またはポルノシック（porno chic）は、性的に露骨な映画が主流の映画館、映画評論家、一般の人々から前向きな注目を集めた、アメリカ合衆国の商業ポルノにおける15年間（1969年から1984年）を指す。このアメリカの時代は、1969年7月1日にデンマークでポルノが合法化され、その後国際的にポルノが広まる前の1969年6月12日に劇場公開された、アンディ・ウォーホルの映画『ブルー・ムービー』と、やや遅れて公開された1970年の映画『処女ニンフのモナ』から始まった。これらの映画は、アメリカ合衆国で広く劇場公開された、露骨な性行為を描いた最初の成人向けポルノ映画だった。両作とも、リンダ・ラヴレース主演、ジェラルド・ダミアーノ監督の『ディープ・スロート』（1972年）、マリリン・チェンバース主演、ミッチェル・ブラザーズ監督の『グリーンドア』（1973年）、ダミアーノの『ミス・ジョーンズの背徳』（1973年）、ラドリー・メツガーによる『ミスティ・ベートーベン』（1976年）などの映画の製作に影響を与えた。ウォーホルによると、『ブルー・ムービー』は、同作が劇場で上映されてから数年後に公開された、マーロン・ブランド主演の国際的に物議を醸したエロティックドラマ映画である『ラストタンゴ・イン・パリ』の製作に大きな影響を与えた。
ジョニー・カーソンが人気の『ザ・トゥナイト・ショー』で、ボブ・ホープがテレビで言及した後、『ディープ・スロート』は、主流の基準では粗削りであるにもかかわらず、興行的に大きな成功を収めた。1973年には、より完成度の高い、しかしまだ低予算といえる映画『ミス・ジョーンズの背徳』は、その年で7番目に成功した映画となり、映画評論家のロジャー・イーバートによる好評も含めて主要メディアから高い評価を受けた。ポルノが著名人によって公に評価され、批評家によって真剣に受け止められるという、『ニューヨーク・タイムズ』のラルフ・ブルーメンソールによって「ポルノシック」と呼ばれる発展が、現代のアメリカ文化で初めて始まった。非常に低予算のポルノ映画の興行収入が、ポルノの技術面と製作面における更なる進歩のための資金源となり、ポルノ映画がハリウッド映画に引けを取らない競争力を有している可能性があることが明らかになった。このような映画の莫大な収益性は、歯止めが利かないままにしておくと、ハリウッドがポルノの影響を受けることに繋がるのではないかという懸念があった。
これに先立ち、アメリカの州と地方自治体は、わいせつな映画の制作、配布、消費に対する刑事訴追を意図した、何千ものわいせつ防止法または条例を定めた。複数の法域によるわいせつの解釈次第で、そのような映画は起訴と刑事責任の対象となり、配給と興行の可能性が制限された。しかし、合衆国最高裁判所が1973年に判決したミラー対カリフォルニア州事件で、わいせつの定義は簡素化され、全米で起訴が劇的に減少した。クリエイティブ・ライセンスの自由化、映画の予算と収益の増加、そして「ハリウッドのマインドセット」が全てこの時代に貢献した。
しかし、1980年代に個人用のビデオテープレコーダの普及が進むにつれ、ビデオはポルノの好ましい配信媒体として映画に取って代わり、間もなくポルノは低予算でボランティア精神で作られるようになり、この「黄金時代」は幕を閉じた。

## 黄金時代のスター
「黄金時代」の前半、「ポルノシック」時代の主要なポルノ映画俳優には、次の人物が含まれていた。
- レネ・ボンド
- マリリン・チェンバース
- デザレー・クストー
- エリック・エドワーズ
- サマンサ・フォックス
- ジェイミー・ギリス
- アネット・ヘブン
- ジョン・ホームズ
- ジョニー・キーズ
- グロリア・レナード
- ジョン・レスリー
- リンダ・ラヴレース
- ウィリアム・マーゴールド
- シャロン・ミッチェル
- コンスタンス・マネー
- ケイ・パーカー
- ロンダ・ジョー・ペティ
- ハリー・リームス
- ヴァネッサ・デル・リオ
- キャンディダ・ロイヤル
- ハーシェル・サヴェージ
- ジョーイ・シルヴェラ
- ジョージナ・スペルヴィン
- アニー・スプリンクル
- ジェシー・セント・ジェームズ
- ジェニファー・ウェルズ

## 第二波のスター
- トレイシー・アダムス
- ジュリエット・アンダーソン
- シャロン・ケリー
- トム・バイロン
- クリスティ・キャニオン
- デザレー・クストー
- バーバラ・デア
- リサ・デリュー
- デビー・ダイアモンド
- ジーナ・ファイン
- ヴェロニカ・ハート
- ニナ・ハートレー
- ロン・ジェレミー
- ブリジット・ラーエ
- ハイアペイシャ・リー
- トレイシー・ローズ
- アンバー・リン
- ジンジャー・リン
- ポルシェ・リン
- ショーナ・グラント
- シャナ・マックロー
- ケリー・ニコルズ
- ピーター・ノース
- セカ
- ロン・ドン・シルヴァー
- ランディ・ウェスト
- バンビ・ウッズ
- オナ・ジー

第二波の成熟期に、映画はますます家庭用ビデオ向けに撮影されていた。
彼らの人気が高まるにつれ、彼らのキャリアの管理意識も高まった。

## プロデューサー
「黄金時代」の第一波である「ポルノシック」時代の主なプロデューサーは次の通りである。
- ジェラルド・ダミアーノ
- グレゴリー・ダーク
- アレックス・デレンジー
- ラドリー・メツガー
- チャック・ヴィンセント
- アンディ・ウォーホル

## 当時の映画
当時の最も有名なポルノ映画のいくつかは次の通りである。
- 『グリーンドア』 (1972年)
- 『カリギュラ』 (1979年)
- 『発情女子学生/SEXリーダー』 (1973年)
- 『デビー・ダズ・ダラス』 (1978年)
- 『ディープ・スロート』 (1972年)
- 『ミス・ジョーンズの背徳』 (1973年)
- 『フレッシュ・ゴードン Space Wars』 (1974年)
- 『デザレー・クストー』 (1979年)
- 『ミスティ・ベートーベン』 (1976年)
- 『ピンクナルシス』 (1971年)
- 『タブー・セックス/恥辱』 (1980年)